# Great Lakes Business Company
Great Lakes Business Aviation is een Congolese luchtvaartmaatschappij met haar thuisbasis in Goma.

## Geschiedenis
Great Lakes Business Aviation is opgericht in 2001 door Dimitri Popov welke deel uitmaakt van het netwerk van Bout.

## Vloot
De vloot van Great Lakes Business Aviation bestaat uit:(april 2007)
- 1 Antonov AN-32A
- 1 Antonov AN-32B